# 거창향교
거창향교(居昌鄕校)는 대한민국 경상남도 거창군 거창읍 가지리에 있는 조선시대의 향교이다. 1983년 8월 6일 경상남도의 유형문화재 제230호로 지정되었다.

## 개요
향교는 행정구역인 부·목·군·현에 설립된 지방 교육기관으로 조선왕조가 들어서면서 적극적으로 개선과 보급에 노력하였다.
거창향교는 조선 태종 15년(1415)에 현유의 위패를 봉안, 배향하고 지방민의 교육과 교화를 위해 창건되었다. 1415년에 대성전을 설립하고 1572년에 현감 서의가 중건하였으며, 1574년에는 현감 장문한이 명륜당을 건립하였다. 그 뒤 임진왜란 때 소실되었다가 1623년에 대성전을 중건하고 1715년에 춘풍루를 건립하였다. 1748년에 도유사 김천분이 현재의 위치로 이건하여 몇 차례의 중수·보수를 거쳐 오늘에 이르고 있다.
현존하는 건물로는 대성전·명륜당·동재·서재·춘풍루·교직사 등이 있다. 정면 3칸, 측면 2칸의 맞배지붕으로 된 대성전에는 5성. 송조 6현, 공문 10철, 동국 18현의 위패가 봉안되어 있다. 춘풍루는 정면 3칸, 측면 2칸의 팔작지붕 목조와가이고 명륜당은 정면 5칸, 측면 2칸의 맞배지붕이며 동재와 서재는 각각 정면 5칸, 측면 2칸의 맞배지붕으로 되어 있다

## 참고 자료
- 거창향교 - 국가유산청 국가유산포털